# María Peralta
María de los Ángeles Peralta es una maratonista de medio y fondo argentina. Compitió en el maratón de los Juegos Olímpicos de verano de 2012, ubicándose en el puesto 82 con un tiempo de 2:40:50. No terminó su maratón olímpico en 2016.

## Biografía
Peralta nació el 30 de noviembre de 1977. Empezó a participar en 1986 y entrenaba principalmente en media distancia. Corrió su primer maratón en 2011.

## Récords personales
- 800m: 2:16.77 – Santa Fe, 29 de abril de 2006
- 1500m: 4:23.20 – Santa Fe, 16 de abril de 2005
- 3000m: 9:20.53 – Buenos Aires, 8 de febrero de 2014
- 5000m: 16:13.43 – Buenos Aires, 25 de enero de 2014
- 10.000m: 33:57.44 – Buenos Aires, 26 de enero de 2014
- Media maratón: 1:15:21 – Cardiff, 26 de marzo de 2016
- Maratón: 2:37:57 – Róterdam, 15 de abril de 2012
- 3000 m carrera de obstáculos: 10:33.71 – Rosario, 1 de junio de 2003

## Logros
| Representando a Argentina | Representando a Argentina                             | Representando a Argentina     | Representando a Argentina | Representando a Argentina | Representando a Argentina |
| ------------------------- | ----------------------------------------------------- | ----------------------------- | ------------------------- | ------------------------- | ------------------------- |
| 1992                      | 1992 South American Youth Championships in Athletics  | Santiago de Chile, Chile      | Sexto lugar               | 1500 m                    | 4:51.83                   |
| 1994                      | 1994 South American Junior Championships in Athletics | Santa Fe, Argentina           | Cuarto lugar              | 1500 m                    | 4:43.4                    |
| 1995                      | 1995 South American Junior Championships in Athletics | Santiago de Chile, Chile      | Sexto lugar               | 1500 m                    | 4:46.5                    |
| 1995                      | 1995 South American Junior Championships in Athletics | Santiago de Chile, Chile      | Sexto lugar               | 3000 m                    | 10:40.16                  |
| 1995                      | 1995 Pan American Junior Athletics Championships      | Santiago de Chile, Chile      | Octavo lugar              | 3000 m                    | 10:46.25                  |
| 1996                      | 1996 South American Cross Country Championships       | Asunción, Paraguay            | Quinto lugar              | 4 km                      | 15:01                     |
| 1996                      | 1996 South American Junior Championships in Athletics | Bucaramanga, Colombia         | Tercer lugar              | 1500 m                    | 4:40.3                    |
| 1996                      | 1996 South American Junior Championships in Athletics | Bucaramanga, Colombia         | Tercer lugar              | 3000 m                    | 10:18.2                   |
| 1997                      | 1997 South American Cross Country Championships       | Comodoro Rivadavia, Argentina | Duodécimo lugar           | 6 km                      | 22:58                     |
| 1998                      | 1998 South American Cross Country Championships       | Artur Nogueira, Brasil        | Decimoquinto lugar        | 4 km                      | 15:40                     |
| 2000                      | 2000 Ibero-American Championships in Athletics        | Río de Janeiro, Brasil        | Séptimo lugar             | 800 m                     | 2:15.50                   |
| 2000                      | 2000 Ibero-American Championships in Athletics        | Río de Janeiro, Brasil        | Séptimo lugar             | 1500 m                    | 4:28.89                   |
| 2001                      | Juegos Suramericanos                                  | Manaus, Brasil                | –                         | 3000 m                    | DNF                       |
| 2002                      | Ibero-American Championships                          | Guatemala, Guatemala          | Cuarto lugar              | 3000 m persecución        | 11:40.3                   |
| 2003                      | South American Cross Country Championships            | Asunción, Paraguay            | Sexto lugar               | 4 km                      | 15:08                     |
| 2003                      | Juegos Suramericanos                                  | Barquisimeto, Venezuela       | Quinto lugar              | 3000 m persecución        | 11:16.83                  |
| 2004                      | South American Cross Country Championships            | Macaé, Brasil                 | Sexto lugar               | 4 km                      | 13:49                     |
| 2004                      | South American Cross Country Championships            | Macaé, Brasil                 | —                         | 8 km                      | DNF                       |
| 2005                      | South American Cross Country Championships            | Montevideo, Uruguay           | Sexto lugar               | 4 km                      | 14:36                     |
| 2005                      | World Cross Country Championships                     | Saint-Galmier, Francia        | Posición 93               | 4.196 km                  | 15:23                     |
| 2005                      | Juegos Suramericanos                                  | Cali, Colombia                | Segundo lugar             | 1500 m                    | 4:30.37                   |
| 2005                      | Juegos Suramericanos                                  | Cali, Colombia                | Quinto lugar              | 3000 m persecución        | 10:58.69                  |
| 2006                      | South American Cross Country Championships            | Mar del Plata, Argentina      | Séptimo lugar             | 4 km                      | 13:53                     |
| 2006                      | World Cross Country Championships                     | Fukuoka, Japan                | Posición 80               | 4 km                      | 14:46                     |
| 2009                      | Juegos Suramericanos                                  | Lima, Perú                    | Octavo lugar              | 5000 m                    | 17:21.06                  |
| 2011                      | South American Media maratón Championships            | Buenos Aires                  | Octavo lugar              | Media maratón             | 1:17:08                   |
| 2012                      | Juegos Olímpicos                                      | Londres, Reino Unido          | Posición 81               | Maratón                   | 2:40:50                   |
| 2013                      | Campeonato Mundial                                    | Moscow, Rusia                 | —                         | Maratón                   | DNF                       |
| 2014                      | Juegos Suramericanos                                  | Santiago de Chile, Chile      | Tercer lugar              | 5000 m                    | 16:15.01                  |
| 2014                      | Juegos Suramericanos                                  | Santiago de Chile, Chile      | Quinto lugar              | 10,000 m                  | 34:15.26                  |